# Amazonas 2
El Amazonas 2 es un satélite de comunicaciones español operado por Hispasat.

## Historia
En junio de 2007, Hispasat encargó a EADS Astrium la construcción de un satélite de comunicaciones basado en la plataforma Eurostar-3000.
El 1 de octubre de 2009, a las 21:59 UTC, se produjo con éxito el lanzamiento del satélite al espacio mediante un vehículo Ariane 5 ECA desde el ELA-3 del Centro Espacial de Kourou, en Guayana Francesa, junto con el satélite COMSATBw 1. El satélite tenía una masa de lanzamiento de 5.460 kg.
Después de las pruebas en órbita, se colocó en la posición 61,1° Oeste de la órbita geoestacionaria, donde se espera que permanezca en servicio al menos hasta 2024 ya que su vida útil prevista es de 15 años.

## Carga útil
El Amazonas 2 está equipado con 54 transpondedores de banda Ku y 10 transpondedores de banda C para brindar una gama completa de servicios de telecomunicaciones a Brasil, así como a América del Norte y América del Sur. El Amazonas 2 transmite la mayoría de los canales de televisión en portugués y español.

## Operadores de TV
El satélite Amazonas 2, en conjunto con el Amazonas 3, brinda servicios a varios operadores de televisión por suscripción tales como Oi TV, Vivo TV, CTBC TV, Movistar TV Digital Latinoamérica y iON TV.